# Thomas Brushfield
Thomas Brushfield (ur. 1858, zm. 17 maja 1937) – angielski lekarz psychiatra. Zajmował się przede wszystkim niepełnosprawnością intelektualną. Na jego cześć nazwano opisane przez niego plamki Brushfielda. Od 1914 do 1927 kierował Fountain Hospital for Imbeciles w Tooting.